# Herbert Michaelis (Widerstandskämpfer)
Herbert Michaelis (* 3. September 1898 in Hamburg; † 14. Juni 1939 in Berlin-Plötzensee) war ein deutscher Rechtsanwalt, Kommunist und Widerstandskämpfer gegen den Nationalsozialismus.

## Leben
Michaelis, Sohn eines jüdischen Kaufmanns, nahm von 1916 bis 1918 am Ersten Weltkrieg teil. Seit 1928 war er in Hamburg als Anwalt tätig. Michaelis heiratete im selben Jahr Marie-Luise Rom, mit der er drei Kinder hatte. Er war seit 1924 Mitglied der KPD und wurde deswegen 1933 anonym bei der Gestapo denunziert. Aufgrund seiner jüdischen Herkunft erhielt Michaelis im selben Jahr Berufsverbot und wurde kurz darauf wegen eines konstruierten Betrugsdelikts zu einer zweijährigen Gefängnisstrafe verurteilt.
Im Lübecker Gefängnis lernte er den Eisendreher Bruno Rieboldt sowie den Schlosser Dagobert Biermann, den Vater von Wolf Biermann, kennen. Rieboldt und Biermann arbeiteten nach ihrer Haftentlassung auf der Hamburger Werft Blohm & Voß. Rieboldt informierte Michaelis über Rüstungsarbeiten bei Blohm & Voß, insbesondere über den Bau von Flugzeugmotoren und Kriegsschiffen. Ziel der Widerstandsgruppe um Michaelis war es, das Ausland 1937 über die militärische Einmischung des nationalsozialistischen Deutschlands in den Spanischen Bürgerkrieg zu informieren. Biermann und sein Schwager, der Ewerführer Karl Dietrich, berichteten Michaelis genau über die Waffenlieferungen vom Januar bis zum März 1937 an die Franco-Putschisten. Diese Informationen leitete Michaelis im Januar und Februar 1937 über einen Mittelsmann, Richard Bähre, an die KPD-Abschnittsleitung Süd in Basel weiter. Am 26. März 1937 wurde Rieboldt verhaftet, zwei Tage später Michaelis und Biermann. Am 2. März wurde Michaelis vom Zweiten Senat des Volksgerichtshofes in Hamburg zum Tode verurteilt und am 14. Juni 1939 in Berlin-Plötzensee hingerichtet.
Rieboldt erhielt eine zwölfjährige, Biermann eine sechsjährige Zuchthausstrafe, nur Dietrich wurde freigesprochen. Biermann, der zuletzt im Zuchthaus Bremen-Oslebshausen inhaftiert war, wurde ins KZ Auschwitz deportiert, wo er am 22. Februar 1943 ums Leben kam.

## Ehrungen

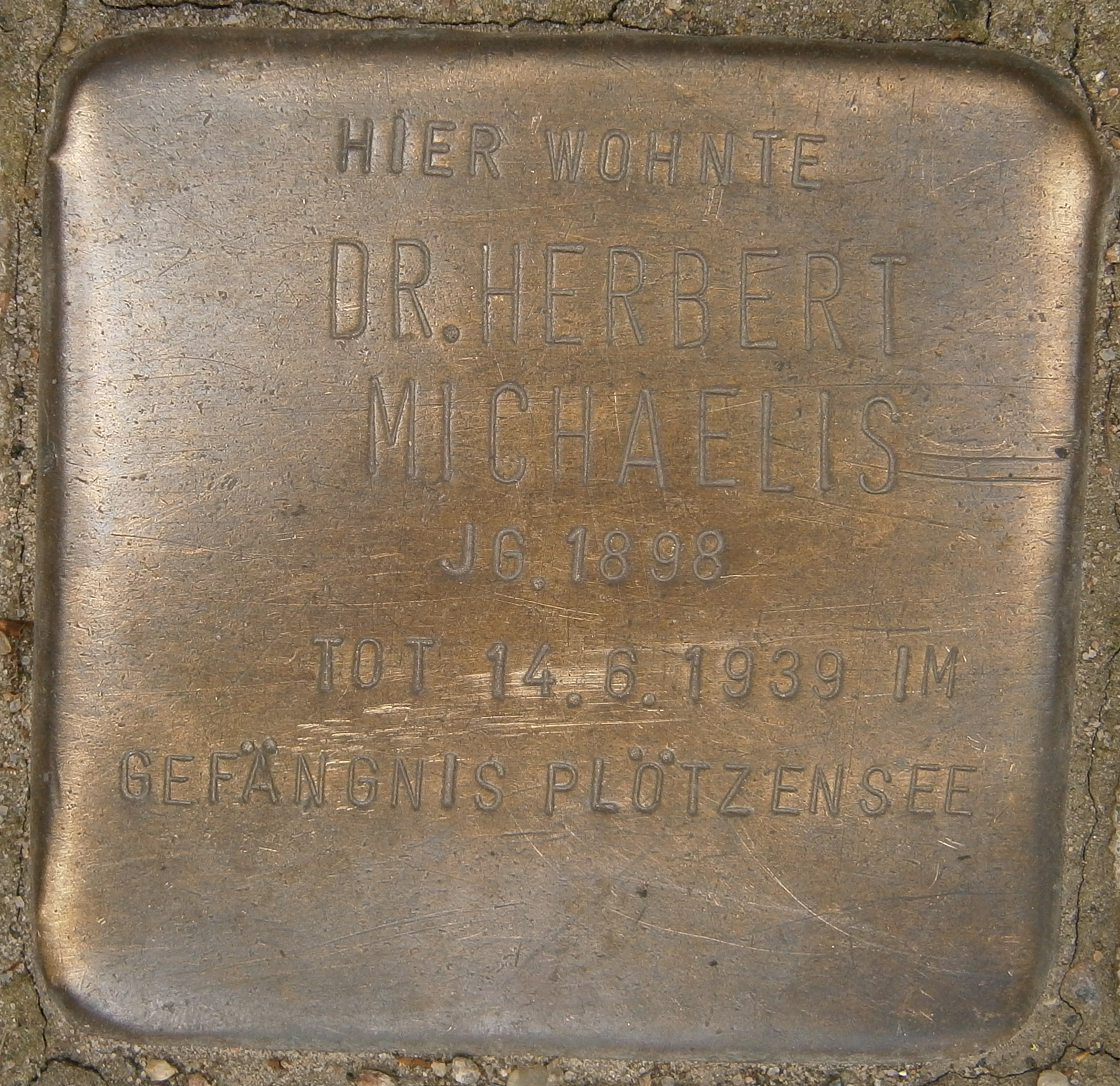
Stolperstein Isestraße 23

Michaelis’ Name ist Bestandteil des im Januar 2007 eingeweihten Mahnmals zum Gedenken an die durch den Nationalsozialismus umgekommenen Rechtsanwältinnen und Rechtsanwälte vor dem Haus des Deutschen Anwaltvereins in Berlin.
In Hamburg-Harvestehude wurde ein Stolperstein verlegt.